# Lettere
Lettere és una comune italiana de 6.211 habitants (2019) situada a la ciutat metropolitana de Nàpols, a la Campània.
Situada a la part sud del golf de Nàpols, enfilada a les muntanyes Lattari, de la qual forma part un parc regional. L'ajuntament es troba a la localitat de Piazza Roma.
Lettere limita amb els següents municipis: Angri, Casola di Napoli, Corbara, Gragnano, Ravello, Sant'Antonio Abate i Tramonti.
Va ser construït prop de l'antic Liternum.

## Història
L'origen de Lettere és sens dubte de l'època romana. La hipòtesi més acreditada és que Luci Corneli Sul·la, durant la guerra social i l'imminent atac a Stabiae, va acampar en un turó sobre la ciutat de Stabiae, construint un castrum, on es van lliurar les cartes (lettere) del senat romà lloant-lo pels èxits i conquestes realitzades. D'aquest fet alguns historiadors suposen que deriva el nom de la ciutat, mentre que d'altres l'associen amb el terme lattaro, com testimonien Cassiodor i Procopi, que descriuen el zona com a òptima per a pasturar ovelles i vaques de les quals s'obtenia llet. L'any 1976, arran d'unes excavacions arqueològiques, es van descobrir tombes d'una necròpolis romana, en les quals es va trobar un lacrimari, un balsamari, làmpades d'oli, gerros i diverses inscripcions funeràries pertanyents a les famílies Corneli, Prisci i Valerii.
Després de la caiguda de l'Imperi Romà d'Occident, Lettere es va vincular a la República d'Amalfi, de la qual es va convertir en una ciutat fronterera. El poble d'Amalfi, per protegir el seu territori de les incursions del golf de Nàpols, va construir un castell, que protegia al mateix temps també el poblet. Entre 978 i 979 també es va crear la diòcesi de Lettere, que tenia la seu a la catedral d'estil romànic, situada prop del castell, i de la qual avui en queden algunes ruïnes del perímetre i del campanar: Lettere es va convertir així en un centre neuràlgic per a tant comerç terrestre del poble d'Amalfi, cap a Nàpols, com militar. En caure la república d'Amalfi, al segle xvi la ciutat va passar sota el domini dels aragonesos.
Més tard, el castell va perdre la funció defensiva i la vida va començar a desenvolupar-se fins i tot fora de les seves muralles, als turons del voltant. Pocs esdeveniments van afectar la zona, on es va desenvolupar una vida majoritàriament pagesa, dedicada a l'agricultura i la ramaderia. Lettere esdevingué llavors un feu a l'edat mitjana i després un municipi autònom a partir de 1557.

## Monuments i llocs d'interés
Hi ha dos principals llocs d'interès a la ciutat: el castell de Lettere i el Santuari de Sant'Anna.

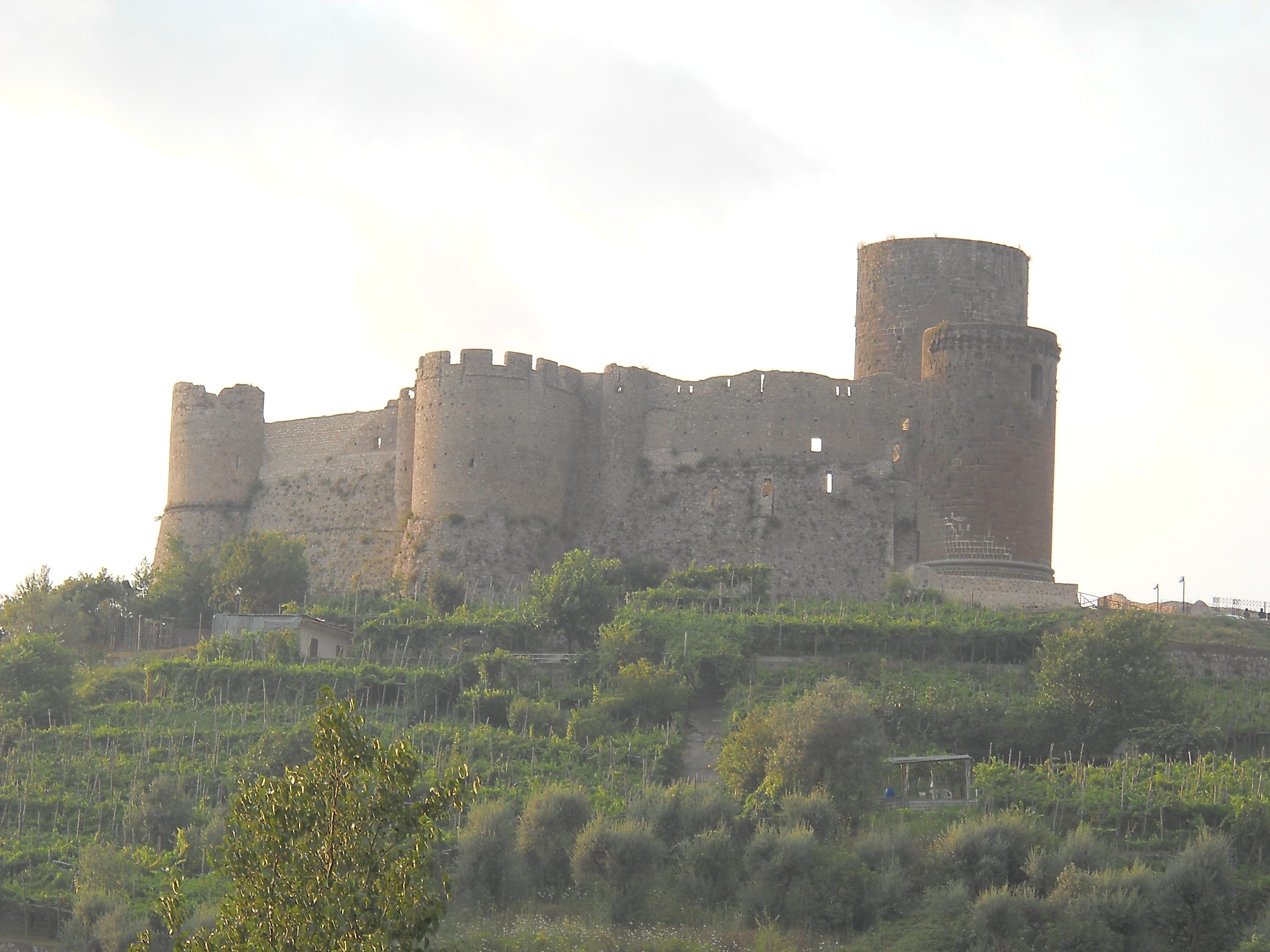
El castell de Lettere
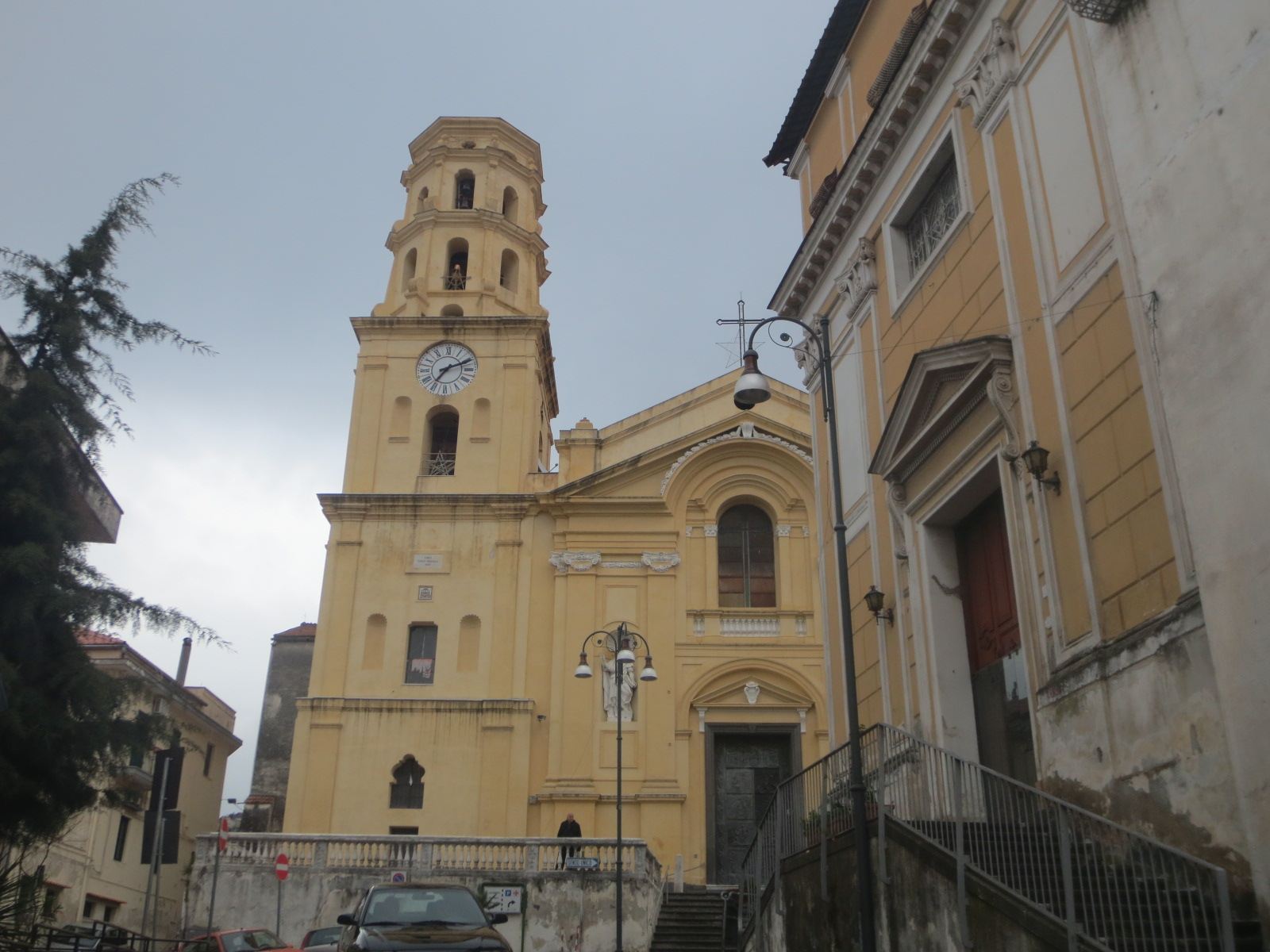
Façana del Santuari de Sant'Anna

El castell de Lettere va ser construït per instàncies del poble d'Amalfi, va ser un lloc avançat de guàrdia del ducat i posteriorment molt ampliat tant pels normands com pels suaus, encara que fos sota la Dinastia d'Anjou que van assolir el seu màxim del seu esplendor, amb la construcció de noves torres i la introducció de les armes de foc. Amb l'arribada dels aragonesos, va perdre la seva funció militar i es va transformar en una casa particular, abans de quedar totalment abandonada, reduint-se a ruïna. Va ser restaurat entre finals de la dècada del 1990 i principis de la dècada del 2000.
El santuari de Sant'Anna, catedral de la suprimida diòcesi de Lettere fins a l'any 1818, fou dedicat originàriament a Santa Maria Assumpta i es va construir en substitució d'una catedral més antiga, que s'havia quedat petita a finals del segle xvi. Amb els anys, va patir nombroses restauracions i reformes, i el seu aspecte actual data de l'any 1791. Destaca el retaule de l'altar major, dedicat a la Mare de Déu amb el Nen Jesús, un llenç que representa la Mare de Déu del Rosari, dos quadres del segle xviii dedicats a Sant Josep i Sant Joan Bapista, i l'estàtua de Sant'Anna, patrona de la ciutat, situada a la capella del mateix nom, que data de l'any 1503.
També són visibles les ruïnes de l'antiga catedral propera al castell, de la qual només es veuen parts dels murs perimetrals, mentre que el campanar, datat del segle xii, està decorat amb tuf gris i sis rosasses, cadascuna diferent de l'altre.

## Societat
| Gràfica d'evolució demogràfica de Lettere entre 1861 i 2011 |
|                                                             |
| Font: ISTAT                                                 |

## Economia

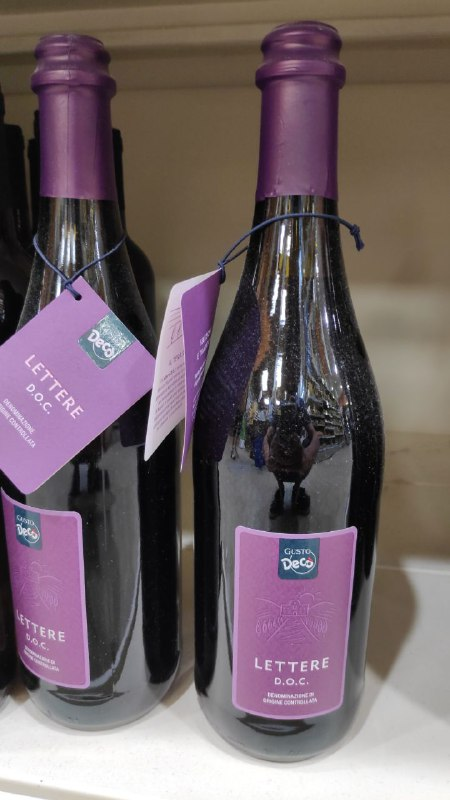
El Penisola Sorrentina rosso frizzante naturale Lettere és un vi DOC, la producció del qual està permesa a la ciutat metropolitana de Nàpols

Cartes gràcies a les extenses vinyes, juntament amb Gragnano i Sorrento, és un dels productors de vi de tota la península sorrentina. El vi produït és blanc (bianco), negre (rosso) i un negre escumós natural (rosso frizzante naturale) que porta el nom del la comune.

## Geografia
Lettere és una comune sparso italià i, per tant, es compon de fraccions separades; segons l'estatut, l'ajuntament es troba a la Piazza Roma, al voltant del qual es troben els llogarets de Fuscoli, Depugliano, Orsano, San Lorenzo, San Nicola i els poblets de Pagliano i Saletta.

## Intraestructures i transport
Es pot arribar a Lettere per una sèrie de carreteres. La carretera principal és la que ve de Casola di Napoli, que parteix de Gragnano. Altres carreteres de menor importància són una procedent de Casola di Napoli i una altra de Sant'Antonio Abate, que passa prop de la zona del castell.
La mobilitat de rodalies es confia exclusivament al servei d'autobusos que ofereix Sita Sud, que connecta la ciutat amb Gragnano, Castellammare di Stabia i Nàpols.